# Камінь нульового кілометра
Камінь нульового кілометра (угор. «0» kilométerkő) — вапнякова скульптура висотою 3 м в Будапешті, Угорщина, котра утворює символ нуль з написом на п'єдесталі «КМ», що значить «кілометр». Цей камінь відзначає точку відліку, з якої в країні вимірюються всі дорожні відстані до Будапешта.

## Історія
Початково, опорна точка розташовувалася на порозі Королівського палацу Буди, але була перенесена на нинішнє місце біля Ланцюгового моста через Дунай, коли це перехрестя збудували у 1849.
Сучасна скульптура є роботою Міклоша Борсоса і була зведена у 1975.
Перший офіційний монумент стояв на цьому місці вже у 1932, але був зруйнований під час Другої світової війни.
Друга за рахунком скульптура, що зображала пролетарія, існувала з 1953 і до заміни на поточну.

## Розташування
Камінь нульового кілометра розташований в невеликому парку Ádám tér (Площа Адама Кларка), в Буді, недалеко від замку та моста з ланцюгами.